# Bulbophyllum pauciflorum
Bulbophyllum pauciflorum là một loài phong lan thuộc chi Bulbophyllum.